# Ocnotelus imberbis
Ocnotelus imberbis är en spindelart som beskrevs av Simon 1902. Ocnotelus imberbis ingår i släktet Ocnotelus och familjen hoppspindlar. Inga underarter finns listade i Catalogue of Life.